# Wichita Falls Warriors
Wichita Falls Warriors var ett amerikanskt juniorishockeylag som spelade i North American Hockey League (NAHL) mellan 2020 och 2022, när det flyttades till Oklahoma City i Oklahoma för att vara Oklahoma Warriors. Laget spelade sina hemmamatcher i inomhusarenan Kay Yeager Coliseum, som har en publikkapacitet på 6 500 åskådare, i Wichita Falls i Texas. Warriors vann inte någon Robertson Cup, som delas ut till det lag som vinner NAHL:s slutspel.
De fostrade inga nämnvärd spelare.